# Breitling SA
Breitling (Breitling SA) ist eine Uhrenmanufaktur im Luxussegment mit Hauptsitz in Grenchen im Kanton Solothurn, Schweiz.

## Geschichte

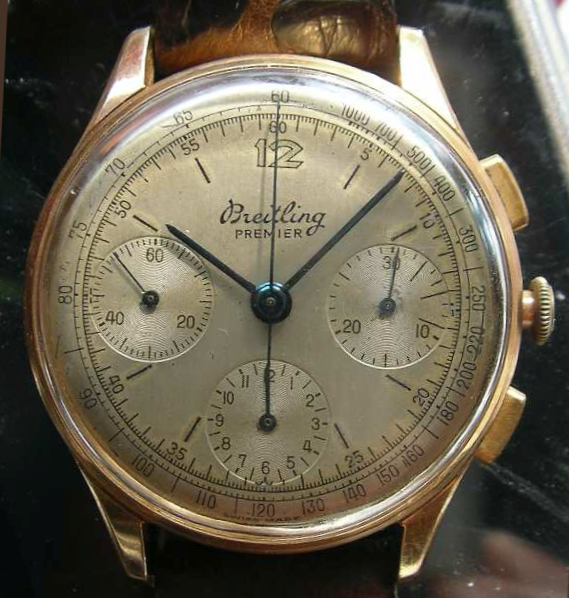
Breitling Premier Chronograph 1950er Jahre

Die Firma wurde 1884 von Léon Breitling (1860–1914) in Saint-Imier im Berner Jura gegründet. 1892 wurde sie nach La Chaux-de-Fonds verlegt. 1914 wurde Gaston Breitling Nachfolger seines Vaters als Unternehmenschef. Im Jahre 1915 berichtete die Revue Internationale d’Horlogerie von einem «Chronograph-Bracelet» des Hauses Breitling mit zentralem Chronographenzeiger und einem Zähler für 30 Minuten; die Entwicklung des Chronographen wurde später ein Schwerpunkt von Breitling. 1923 folgte die Einführung des ersten unabhängigen Chronographendrückers, 1934 der zweite unabhängige Chronographendrücker, der die Rückstellung auf Null ermöglichte.
Ab 1936 belieferte Breitling die Royal Air Force mit Borduhren für deren Flugzeuge. Sie verfügten über eine achttägige Gangreserve; die für Piloten entwickelten Armbanduhren zeichneten sich durch schwarze Ziffernblätter mit auffälligen Leuchtziffern aus. 1942 lancierte Breitling das Modell Chronomat, einen Chronographen mit Rechenschieber und Handaufzug, den die amerikanischen Streitkräfte in den US Army Air Forces offiziell einführten.

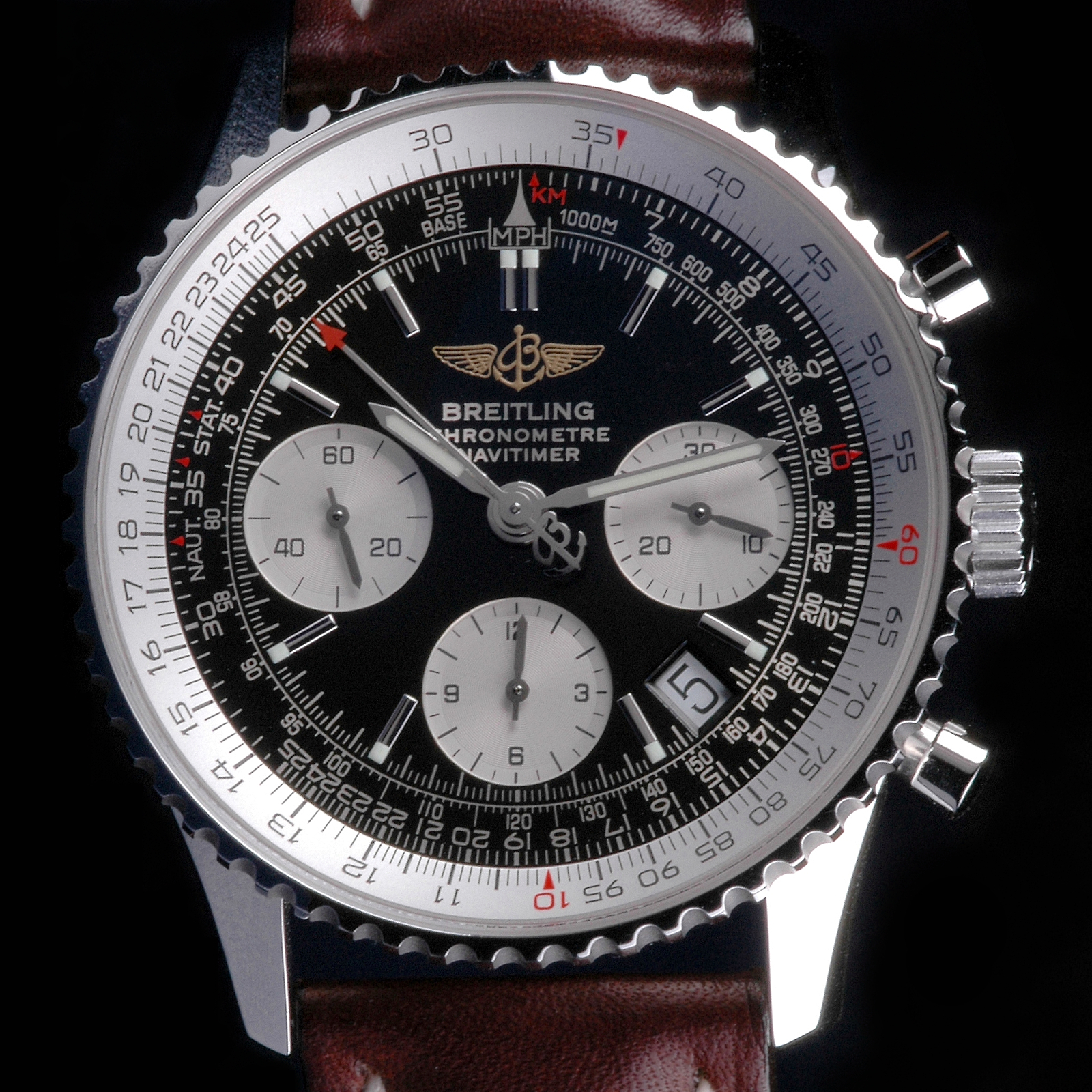
Breitling Navitimer

Eine weitere Entwicklung der Konstrukteure von Breitling war die Navitimer im Jahre 1952. Dieser Fliegerchronograph besitzt als Weiterentwicklung der Chronomat eine noch komplexere Lünette, die kompliziertere Berechnungen wie etwa Treibstoffverbrauch, Steig- oder Sinkflugraten, Durchschnittsgeschwindigkeiten u. Ä. ermöglicht. Die erste Taucheruhr des Unternehmens kam im Jahr 1958 unter dem Namen Superocean auf den Markt.
Kurz vor seinem Tod 1979 verkaufte Willy Breitling die Namens- und Markenrechte an den Piloten und Unternehmer Ernest Schneider. Schneider war kein Neuling auf dem Uhrenmarkt und hatte schon in den 1960er-Jahren Uhren unter dem Markennamen Sicura produziert. Nach dem Umzug der Fertigung nach Grenchen eröffnete dort 1982 die Breitling Montres S.A. ihre Produktion. 1984 lancierte Breitling die neue Chronomat – die italienische Kunstflugstaffel Frecce Tricolori hatte 1984 massgeblichen Einfluss auf deren Entwicklung –, die heute das Hauptprodukt von Breitling ist. Teilweise basierend auf der 1985 geschaffenen Aerospace brachte Breitling 1995 die Fliegeruhr Emergency auf den Markt. Neben einem multifunktionellen Chronographen integriert diese Uhr einen Notrufsender, der auf der für den internationalen Flugverkehr gültigen Frequenz von 121,5 MHz auf Bedarf ein weithin ortbares Notrufsignal sendet. Je nach nationaler Rechtslage durfte diese Uhr auch nur an Kunden mit einer gültigen Pilotenlizenz verkauft werden. Von diesem Zeitpunkt an schaffte Breitling den Spagat zwischen der Herstellung hochwertiger mechanischer Uhren und der Implementierung von Funktionen, die sich durch die Quarztechnologie ergaben. Seit 1999 durchlaufen alle mechanischen Uhrwerke von Breitling die Chronometerprüfung der COSC.
2001 entschied sich Breitling, auch alle elektronischen Uhrwerke der COSC-Prüfung zu unterziehen. Damit werden grundsätzlich nur noch Chronometer aus den Werken in La Chaux-de-Fonds und Grenchen verkauft. 2002 wurde die Herstellung der mechanischen Uhren nach La Chaux-de-Fonds ausgelagert, dem Ort, an dem sich die Firma schon 1892 befand. Ebenfalls 2002 stellte Breitling als erster Hersteller eine bis 3000 Meter wasserdichte mechanische Taucheruhr her.
Zum 125-Jahr-Jubiläum im Jahr 2009 präsentierte Breitling unter der Bezeichnung „B01“ auf der Baselworld ein selbstkonstruiertes und eigengefertigtes („Inhouse“-)Chronographenwerk, auch dieses wurde COSC-zertifiziert.
Ende April 2017 übernahm der britische Finanzinvestor CVC Capital Partners 80 Prozent der Anteile an Breitling; die Besitzerfamilie um Theodore Schneider behielt 20 Prozent. Im Juli 2017 wurde der ehemalige Uhrenchef von Richemont, Georges Kern, neuer Chef von Breitling. Im November 2018 wurden die restlichen 20 Prozent der Aktien ebenfalls an CVC verkauft. Auch Georges Kern ist am Unternehmen beteiligt. Im Herbst 2021 übernahm die Partners Group, eine Private-Equity-Gesellschaft aus dem schweizerischen Zug, 25 % an Breitling und wurde im Dezember 2022 zur Mehrheitsaktionärin.

## Vermarktung

### Aeronautik

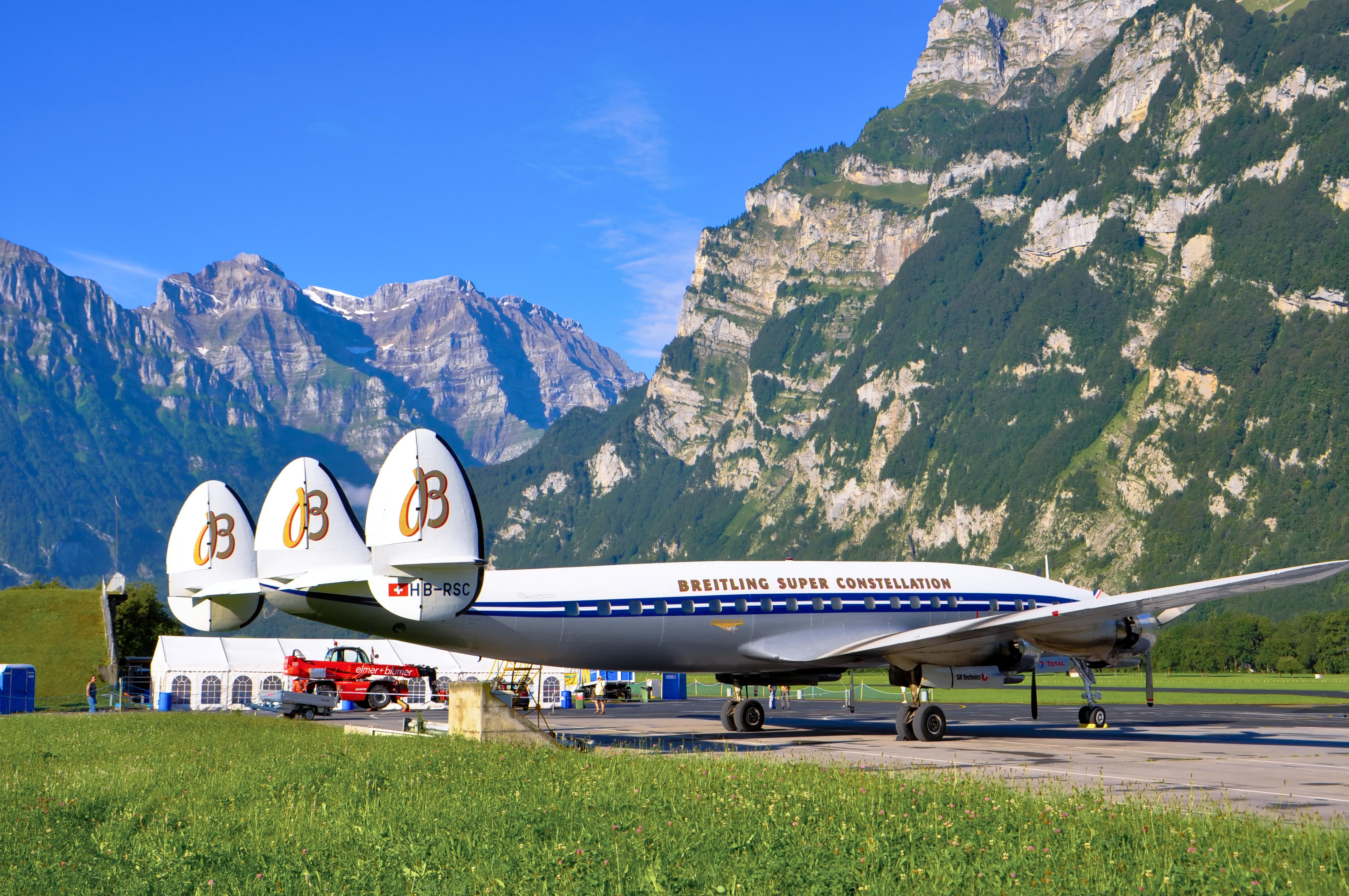
Breitling Super Constellation auf dem Flugplatz Mollis in der Schweiz (2011)

Breitling verfügt über etliche historische Verbindungen zur Luftfahrt, etwa durch die Ausrüstung der britischen Luftstreitkräfte mit Borduhren oder die Empfehlung der Navitimer als Pilotenuhr durch die AOPA im Jahr 1952. Ein weiteres Beispiel war der Astronaut Scott Carpenter, der an Bord der Kapsel Aurora 7 im Mai 1962 um die Erde flog und eine Breitling Cosmonaute trug. Die Besonderheit dieser Uhr ist eine 24-Stunden-Anzeige auf dem zentralen Zifferblatt. Diese Funktion hätte es dem Träger bei längeren Missionen ermöglicht, zwischen z. B. 01:00 und 13:00 der jeweiligen Bezugszeit zu unterscheiden. Für Carpenter war diese Anzeige vermutlich ohne jeden Nutzen, da er bereits nach drei Erdumkreisungen zu je 45 Minuten und insgesamt knapp fünf Stunden Flugdauer planmäßig im Nordatlantik wasserte. Beim Apollo-Programm legte die NASA, trotz Missionsdauern von über einer Woche, keinen Wert auf diese Armbanduhr-Funktion.
Breitling unterhielt, wie auch Fortis und Tutima, enge Kontakte zu militärischen Fliegerstaffeln sowie zu bekannten Kunstflugstaffeln. Nach vielen Jahrzehnten der Abhängigkeit der Piloten von präzisen mechanischen Uhren diente diese Liaison vor allem der Imagepflege. Mechanische Fliegerchronographen haben heute eher dekorativen Charakter und dienen den Piloten zur Veranschaulichung ihrer Traditionen sowie des beruflichen Selbstverständnisses. Tatsächlich wurden aber um das Jahr 2001 nur rund 5 % aller von Breitling gefertigten Uhren von Piloten gekauft.
Breitling sponserte ebenfalls die erste erfolgreiche Umrundung der Erde mit einem Ballon, dem Breitling Orbiter 3, durch Brian Jones und Bertrand Piccard. Ihnen gelang die Umrundung der Erde vom 1. März 1999 (Start in der Schweiz) bis 21. März 1999 (Landung in Ägypten) ohne Zwischenlandung in weniger als 20 Tagen. Daneben sponserte Breitling die weltweit letzte noch für Passagierflüge zugelassene Super Constellation schon vor der Immatrikulation in der Schweiz 2007 bis ins Jahr 2017, weshalb dieses Flugzeug fast durchgehend mit der Beschriftung Breitling Super Constellation flog.

### Triathlon
Mit der «Breitling Triathlon Squad» gründete Breitling Anfang 2018 ein Sportler-Team, bestehend aus drei Personen, die auf ihrem Gebiet zu den Weltbesten zählen – mit der Schweizerin Daniela Ryf, dem Deutschen Jan Frodeno sowie dem Australier Chris McCormack. Die Werbekampagne von Breitling umfasste im Weiteren eine «Cinema Squad» mit Brad Pitt, Charlize Theron und Adam Driver. In den 1970er und 1980er Jahren war Serge Gainsbourg ein Markenbotschafter gewesen.